# Cancelativo
En matemática, un elemento a en un magma (M,*) tiene la propiedad cancelativa izquierda si para todo b y todo c en M, a*b = a*c implica b = c.
Un elemento a en (M,*) tiene la propiedad cancelativa derecha si para todo b y todo c en M, b*a = c*a implica b = c.
Un elemento a en (M,*) tiene la propiedad cancelativa bilátera (o es cancelativa) si tiene las propiedades cancelativas izquierda y derecha.
Un magma (M,*) tiene la propiedad cancelativa izquierda si todo a tiene la propiedad cancelativa izquierda, y similares definiciones para
cancelativas derecha o bilátera.
Decir que un elemento a en (M,*) es cancelativo izquierdo, es decir que la función g: x |-> a*x es inyectiva, luego un monomorfismo conjuntista pero como es endomorfismo conjuntista, es sección conjuntista, i.e. hay un epimorfismo conjuntista f tal que f(g(x))=f(a*x)=x para todo x, luego f es una retracción. (las únicas funciones inyectivas sin inversa van de la conjunto vacío a un conjunto no vacío, y no pueden ser endo). Más aún, podemos ser "constructivos" con f tomando la inversa en la imagen de g y enviando el resto precisamente a a.
- Datos: Q2298524